# Artsakh del Nord

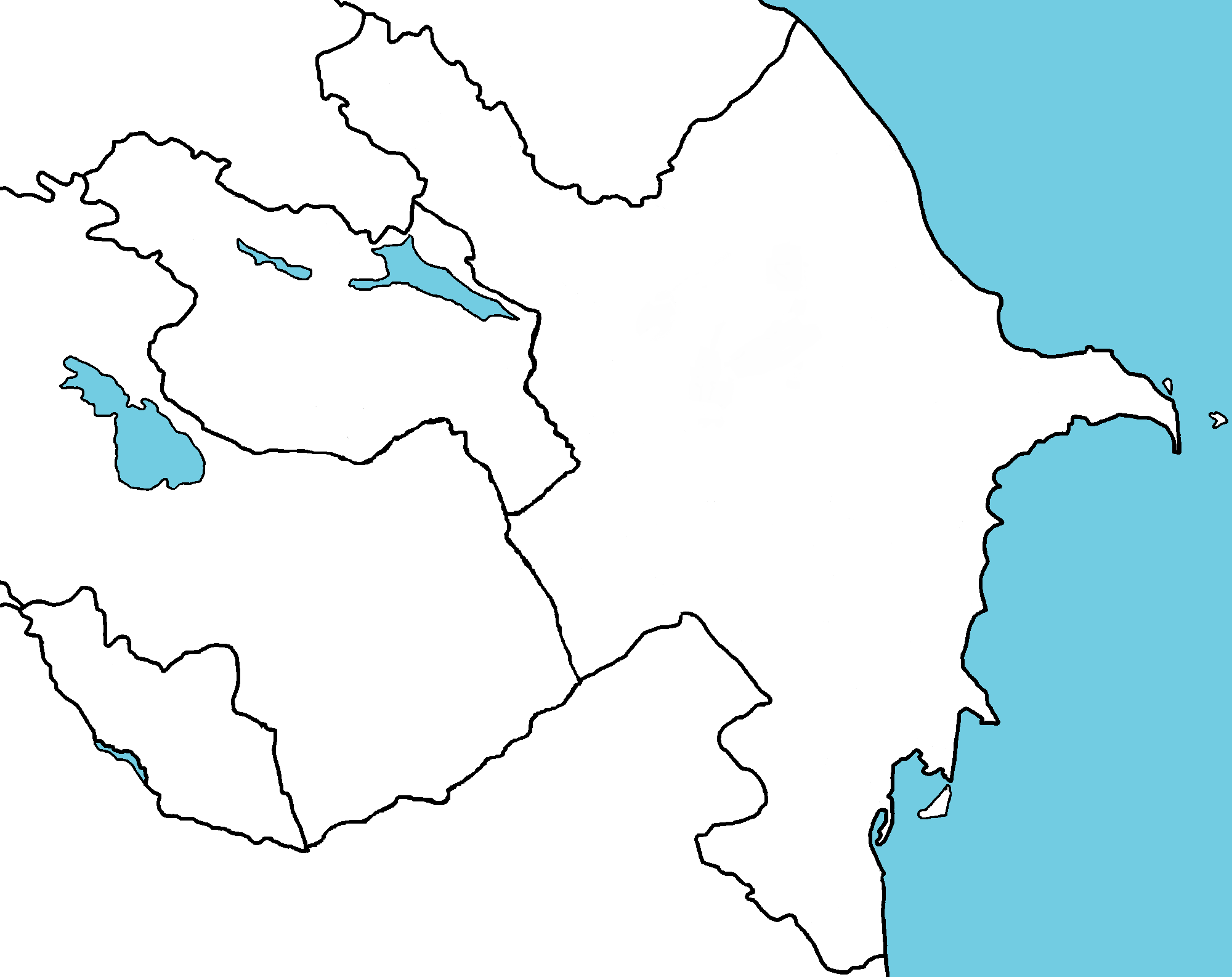
posizione dell'Artsakh del Nord nell' Azerbaigian

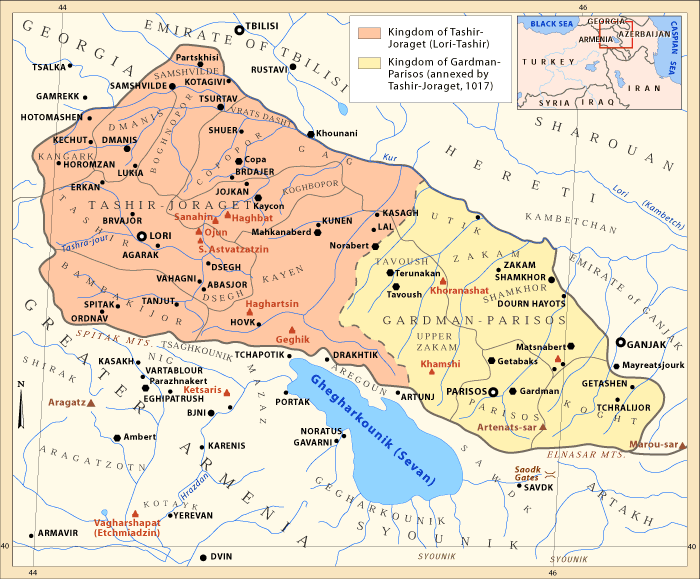
Il regno di Gardman-Parisos (in giallo) nel 1017 quando fu acquisito dal regno di Lori (in rosso).

L'Artsakh del Nord (in armeno Հյուսիսային Արցախ?, anche Karabakh del Nord) è una regione nel nord-ovest dell'Azerbaigian, situata a nord dell'ex repubblica dell'Artsakh, tra il fiume Kura e l'Armenia. Si tratta di un nome convenzionale utilizzato per indicare il territorio tra l'Armenia e l'Azerbaigian che giace nell'area tra le divisioni spartiacque del Lago Sevan e il fiume Kur. La regione copre fino a 15.000 chilometri quadrati e geograficamente fa parte del Karabakh.
Il Karabakh Settentrionale non va confuso con l'Alto Karabakh  (detto anche Karabakh superiore o Karabakh Montuoso),  corrispondente grosso modo all'oblast di epoca sovietica; piuttosto, deve essere inserito nel Basso Karabakh (detto anche Karabakh Inferiore).
L'Artsakh del Nord non può essere classificato come una specifica entità territoriale da un punto di vista amministrativo. Indica piuttosto una regione che fece parte storicamente di antiche provincie armene e che, fino allo scoppio della guerra, vantava comunque una presenza di armeni piuttosto consistente soprattutto in alcuni distretti quali Shahumian (77%), Khanlar-Goygol (51%), Dashkesan (47%), Kirovabad (Ganja) città (27%) e Shamkir (21%).

## Storia
Durante il basso medioevo, l'Artsakh del Nord (più noto sotto il nome di Gardman) includeva alcuni dei distretti di Artsakh e Utik e province dell'Armenia maggiore, come Koght, Kust-I-Parnes, Gardman, Shakashen e altri. Durante il tardo periodo medievale faceva parte del Khanato di Ganja, successivamente incorporata nel territorio della Russia, dopo che è stato reso noto sotto il nome del Governatorato di Elisabethpol.
Con il periodo sovietico, la regione è stata annessa all'Azerbaigian, scissa in diverse unità amministrative. Fra queste la più nota è quella di Shahumian che faceva parte dell'odierna Repubblica del Nagorno-Karabakh ed al termine della prima guerra del Nagorno-Karabakh si è ritrovata sotto controllo azero. Questo distretto come altri dell'Artsakh del Nord furono interessati dalla Operazione Anello.
Sporadicamente vengono avanzate da parte armena rivendicazioni per i distretti più settentrionali, mentre la restituzione della regione di Shahumian potrebbe essere inserita nelle trattative di pace.

## Fiumi e distretti
In Artsakh del Nord sono situati i bacini dei fiumi Asrik, Zakam, Shamkor, Artinajur (Koshkar), Kurak e Sevjur Gandzak, che si originano nelle catene montuose di Sevan e Mrav, e si uniscono al Kura sulla destra. Esso abbraccia le parti più a valle dei fiumi Aghstev, Joghas e Tavush.
L'Artsakh del Nord include i seguenti distretti e le città dell'Azerbaijan moderna:
- Rajon Qazakh
- Rajon Agstafa
- Tovuz Rajon
- Rajon Shamkir
- Rajon Dashkasan Rajon
- Rajon precedentemente Khanlar
- Rajon Goranboy Rajon
- Rajon Evlach
- città Ganja
- città Mingachevir
- città Naftalan Evlach